# Katja Aufermann
Katja Aufermann (* 1966 in Hagen) ist eine deutsche Landschaftsarchitektin.

## Leben und Wirken
Aufermann absolvierte ein Studium von 1989 bis 1994 an der Fachhochschule Weihenstephan. Im Programm Siedlungsmodelle der Bayerischen Staatsregierung bearbeitete sie mit Rita Lex-Kerfers das Projekt „Ackermannbogen“. Bei dem Modellvorhaben spielten u. a. Ökologie, Klima- und Bodenschutz, Stoffkreisläufe und Regenwassermanagement eine große Rolle.
Zusammen mit Ingrid Liebald leitet Aufermann seit 2012 das Landschaftsarchitekturbüro Liebald + Aufermann in München. Das Büro Liebald + Aufermann wurde für die ökologische Mustersiedlung Prinz-Eugen-Park in München-Oberföhring mit dem Bayerischen Landschaftsarchitektur-Preis 2022 ausgezeichnet. In der Kategorie „Bauwerksbegrünung und Biodiversität“ des Landschaftsarchitektur-Preises erhielt das Projekt ebenfalls eine Auszeichnung. Eine weitere Auszeichnung für die Mustersiedlung wurde beim Deutschen Landschaftsarchitektur-Preis 2023 in der Kategorie „Wohnumfeld“ vergeben. In der Bürogemeinschaft gehörte der Prinz-Eugen-Park zu Aufermanns Projekten.
Weiterhin ist Aufermann als Wettbewerbs-Preisrichterin tätig. Sie gehörte 2019 zum Preisgericht des Realisierungswettbewerbes für die Daueranlagen und das Ausstellungskonzept zur Bayerischen Landesgartenschau 2025. Als Expertin im Themenbereich Nachhaltigkeit und Klimaanpassung in der Landschaftsarchitektur ist Aufermann als Referentin auf Fachtagungen vertreten. Sie ist ferner Mitglied der Vertreterversammlung der Bayerischen Architektenkammer und Teil des Gestaltungsbeirats der Stadt Memmingen. In den Jahren 2015 bis 2020 war sie Mitglied im Gestaltungsbeirat Kempten.

## Auszeichnungen (Auswahl)
- 2000: 3. Preis im Wettbewerb Sheridan-Kaserne, Augsburg, mit Anke Bauser und Stefan Blume, Architekten[14]
- 2019: 1. Preis im Wettbewerb Wohnen an der Glandergassleiten, Wolnzach, mit delaossaarchitekten gmbh, München[15]
- 2020: 2. Preis im Wettbewerb Turnerbundgelände und angrenzende Flächen, Stadt Weiden i.d. Oberpfalz, mit H2R Architekten und Stadtplaner BDA PartmbB[16]
- 2020: Anerkennung im Wettbewerb Stadtentwicklung im Münchner Nordosten, mit  MM.WERK Architektur. Entwicklung. Forschung[17]
- 2022: 2. Preis im Wettbewerb Errichtung bezahlbarer Wohnungen im Modellvorhaben „Klimaanpassung im Wohnungsbau“ – Wohnquartier an der Berliner Allee, Augsburg, mit Planungsgemeinschaft Zwischenräume Henning · Näbauer · Siedenburg-Landherr, München[18]
- 2023: Anerkennung im Wettbewerb Erweiterung der Wohnanlage für Studierende an der Schwere-Reiter-Straße, München[19]
- 2023: 2. Preis im Ideenwettbewerb Erinnerungs- und Zukunftsort Heil- und Pflegeanstalt in Erlangen, mit dressler mayerhofer rössler architekten[20]
- 2023: Ehrenpreis für guten Wohnungsbau der Landeshauptstadt München für Wohnanlage Ruth-Drexel-Straße, mit H2R Architekten[21]